# Olearia subrepanda
Olearia subrepanda là một loài thực vật có hoa trong họ Cúc. Loài này được (DC.) Hutch. mô tả khoa học đầu tiên.